# Peter Gethin
Peter Kenneth Gethin (Ewell, 21 febbraio 1940 – Goodwood, 5 dicembre 2011) è stato un pilota automobilistico britannico.
Nel 1970 sostituì lo scomparso Bruce McLaren dalla quinta prova del mondiale.
L'unica sua vittoria nella massima formula fu al Gran Premio d'Italia 1971, dove vinse con una BRM P160 superando Ronnie Peterson con la March 711 Cosworth all'ultima curva. Alla fine della gara sul circuito di Monza i primi cinque piloti furono distanziati tra loro da pochissimi centesimi di secondo.
In gara Gethin non era mai stato in testa sino al terzultimo giro, e all'ultima curva riuscì a infilarsi nella scia di Peterson e a sorpassare la sua March, con quello che è tra i minori distacchi mai registrato tra primo e secondo in Formula 1.
È scomparso nel 2011 all'età di 71 anni dopo una lunga malattia.

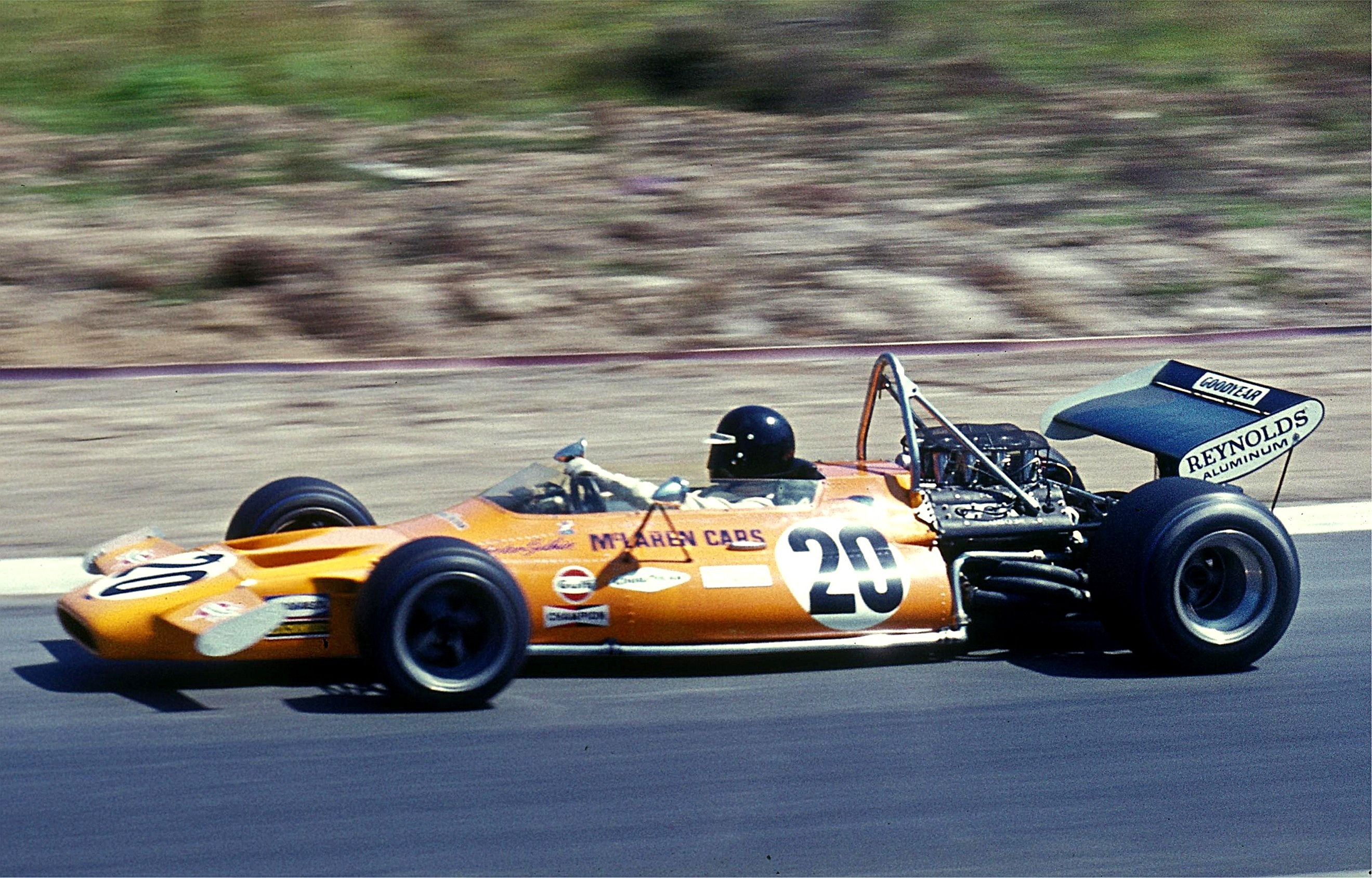
Peter Gethin nel 1971 al Gran Premio di Germania

## Risultati in F1
| 1970 | Scuderia | Vettura |  |  |  |  |     |  |  |     |    |    |   |    |     |  |  | Punti | Pos. |
| ---- | -------- | ------- |  |  |  |  | --- |  |  | --- | -- | -- | - | -- | --- |  |  | ----- | ---- |
| 1970 | McLaren  | M14A    |  |  |  |  | Rit |  |  | Rit | 10 | NC | 6 | 14 | Rit |  |  | 1     | 23º  |

| 1971 | Scuderia    | Vettura          |     |   |     |    |   |     |     |    |   |    |   |  |  |  |  | Punti | Pos. |
| ---- | ----------- | ---------------- | --- | - | --- | -- | - | --- | --- | -- | - | -- | - |  |  |  |  | ----- | ---- |
| 1971 | McLaren BRM | M14A e M19A P160 | Rit | 8 | Rit | NC | 9 | Rit | Rit | 10 | 1 | 14 | 9 |  |  |  |  | 9     | 9º   |

| 1972 | Scuderia | Vettura      |     |    |     |     |     |    |     |  |    |   |     |     |  |  |  | Punti | Pos. |
| ---- | -------- | ------------ | --- | -- | --- | --- | --- | -- | --- |  | -- | - | --- | --- |  |  |  | ----- | ---- |
| 1972 | BRM      | P160B e P180 | Rit | NC | Rit | Rit | Rit | NP | Rit |  | 13 | 6 | Rit | Rit |  |  |  | 1     | 21º  |

| 1973 | Scuderia | Vettura |  |  |  |  |  |  |  |  |  |  |  |  |  |     |  | Punti | Pos. |
| ---- | -------- | ------- |  |  |  |  |  |  |  |  |  |  |  |  |  | --- |  | ----- | ---- |
| 1973 | BRM      | 160E    |  |  |  |  |  |  |  |  |  |  |  |  |  | Rit |  | 0     |      |

| 1974 | Scuderia | Vettura |  |  |  |  |  |  |  |  |  |     |  |  |  |  |  | Punti | Pos. |
| ---- | -------- | ------- |  |  |  |  |  |  |  |  |  | --- |  |  |  |  |  | ----- | ---- |
| 1974 | Lola     | T370    |  |  |  |  |  |  |  |  |  | Rit |  |  |  |  |  | 0     |      |

| Legenda | 1º posto     | 2º posto | 3º posto    | A punti         | Senza punti/Non class.  | Grassetto – Pole position Corsivo – Giro più veloce |
| Legenda | Squalificato | Ritirato | Non partito | Non qualificato | Solo prove/Terzo pilota | Grassetto – Pole position Corsivo – Giro più veloce |